# 市東さやか
市東 さやか（しとう さやか、1992年 ‐ ）は、日本の脚本家、看護師。兵庫県生まれ。鹿児島育ち。神戸市看護大学大学院修了。
FILM所属。

## 経歴
神戸大学医学部保健学科卒業後、看護師として病院で勤務。 その後大学院に進学し、看護師や保健師のアルバイトをしながら看護研究に取り組む。 大学院生活の中で、良質なフィクションは人の心を癒す力を持っているという事実に胸を打たれ、脚本家を志す。 2021年より独学で脚本を書き始め、2022年に二度目の応募でフジテレビヤングシナリオ大賞の大賞を受賞。2023年に「真夏のシンデレラ』の脚本を担当。
脚本家デビュー後も看護師のアルバイトを続けている。

## 担当作品

### テレビドラマ
- 瑠璃も玻璃も照らせば光る（2022年12月27日、フジテレビ）
- 真夏のシンデレラ（2023年7月10日 ‐ 9月18日、フジテレビ）
- Dr.アシュラ（2025年4月16日 ‐ 、フジテレビ）

### 配信ドラマ
- 真夏のシンデレラ アフターパーティー（2023年9月18日、FOD）